# Chanahal, Bellary
Chanahal là một làng thuộc tehsil Bellary, huyện Bellary, bang Karnataka, Ấn Độ.